# Всесоюзная академия сельскохозяйственных наук имени Ленина
Всесоюзная академия сельскохозяйственных наук имени В. И. Ленина (сокр. ВАСХНИЛ) — высшее научно-исследовательское и координационно-методическое учреждение по водному, лесному и сельскому хозяйству СССР. В её систему входило более 150 научных учреждений.
Руководил академией сельскохозяйственных наук президент. Правление располагалось во дворце Юсуповых.
Преемники: 1992 —  Российская академия сельскохозяйственных наук; 2013 —Отделение сельскохозяйственных наук Российской академии наук.

## История
25 июня 1929 года вышло Постановление Совета народных комиссаров СССР «Об организации Всесоюзной Академии Сельско-Хозяйственных Наук имени В. И. Ленина». Эта дата считается днём образования ВАСХНИЛ.

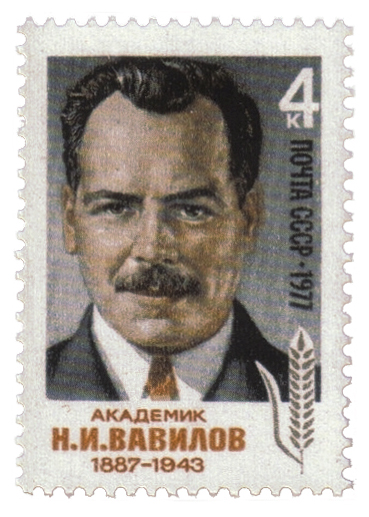
Первый президент ВАСХНИЛ

В 1930-40-е годы заседания ВАСХНИЛ служили площадкой для полемики между лысенковцами и генетиками. После декабрьской сессии ВАСХНИЛ 1936 года (19-27 декабря 1936 года) контроль над ВАСХНИЛ получил Т. Д. Лысенко, после чего академия на тридцать лет стала оплотом лысенковщины. На «августовской сессии ВАСХНИЛ» (31 июля — 7 августа 1948 г.) был введен формальный запрет на преподавание «менделистско-вейсманистско-морганистской» генетики. Августовская сессия ВАСХНИЛ (1948) негативно повлияла на развитие биологии в СССР.
В 1949 году академия была награждена орденом Ленина, а в 1979 году — орденом Трудового Красного Знамени.
В 1992 году академия прекратила своё существование в связи с распадом СССР и появлением независимой России. Свою последнюю сессию ВАСХНИЛ провела 4 февраля 1992 года, просуществовав 62 года, 7 месяцев и 10 дней.
В соответствии с Указом Президента Российской Федерации (России) от 30 января 1992 года «О Российской Академии сельскохозяйственных наук» была создана новая Российская академия сельскохозяйственных наук на основе действующих на территории России научно-исследовательских учреждений уже имеющейся Всероссийской академии сельскохозяйственных наук и ликвидируемой ВАСХНИЛ.

### Президенты
Президенты ВАСХНИЛ по году назначения:
- 1929 — Вавилов, Николай Иванович
- 1935 — Муралов, Александр Иванович
- 1937 — Мейстер, Георгий Карлович и. о.
- 1938 — Лысенко, Трофим Денисович
- 1956 — Лобанов, Павел Павлович
- 1961 — Лысенко, Трофим Денисович
- 1962 — Ольшанский, Михаил Александрович
- 1965 — Лобанов, Павел Павлович
- 1978 — Вавилов, Пётр Петрович
- 1984 — Никонов, Александр Александрович

## Отделения
В 1969 году были организованы два зональных отделения: Сибирское отделение ВАСХНИЛ (СО ВАСХНИЛ) в городе Новосибирске, Южное — в Киеве. 26 октября 1971 года в Алма-Ате появилось Восточное отделение ВАСХНИЛ, объединившее 14 научно-исследовательских учреждений, опытные станции и экспериментальные хозяйства.
В 1972 году было создано Среднеазиатское зональное отделение имени В. И. Ленина, расположенное в Ташкенте, а в 1975 году уже функционировали ещё три: Закавказское (Тбилиси) и Западное отделения (Минск), а также отделение Нечернозёмной зоны РСФСР (Ленинград).
Помимо зональных отделений, на начало 1970-х годов академия имела восемь региональных и десять отраслевых отделений. Кроме того, при академии действовало 31 всесоюзное научно-исследовательское учреждение. Такая структура сохранялась вплоть до 1987 года.
9 июля 1987 года вышло Постановление № 848 Совета Министров СССР и ЦК КПСС «О совершенствовании научного обеспечения развития агропромышленного комплекса страны», которое определяло новую структуру академии. Базу этой структуры должны были составить девять региональных отделений: Всероссийское (Москва), Сибирское, Южное, Западное, Восточное, отделение по Нечернозёмной зоне РСФСР (Пушкин), Закавказское, Среднеазиатское и Дальневосточное (Хабаровск).

### Сибирское
14 ноября 1969 года Совет Министров СССР принял Постановление № 887 «О мероприятиях по созданию научно-исследовательского комплекса по вопросам развития сельского хозяйства Сибири и Дальнего Востока», в котором содержался следующий текст: «В целях повышения роли науки в развитии производительных сил… создать научно-исследовательский комплекс по вопросам развития сельского хозяйства Сибири и Дальнего Востока».
Отделению было поручено заниматься «развитием теоретических и прикладных исследований по ведущим направлениям сельскохозяйственной науки в зоне Сибири и Дальнего Востока».
В ноябре 1970 года состоялись выборы Президиума. Его первым председателем был избран академик Ираклий Синягин, руководивший Президиумом в течение восьми лет. В том же году строители заложили первый камень в будущий городок СО ВАСХНИЛ.
При Сибирском отделении ВАСХНИЛ были созданы пять научно-исследовательских учреждений. С января 1979 года в составе СО ВАСХНИЛ находились почти все сельскохозяйственные научные институты Сибири и Дальнего Востока, находившихся в подчинении Минсельхоза РСФСР.
С апреля 1990 года отделение стало именоваться Сибирским отделением Российской академии сельскохозяйственных наук.

### Южное
Отделение являлось региональным научно-организационным и методическим центром развития сельскохозяйственных наук в Молдавской и Украинской ССР. В 1990 году на его базе была создана Украинская академия аграрных наук.

### Комментарии
1. ↑  Уничижительный ярлык, основанный на именах Грегора Менделя, Августа Вейсмана и Томаса Ханта Моргана), который действовал до начала 1960-х годов.